# 4 Fun

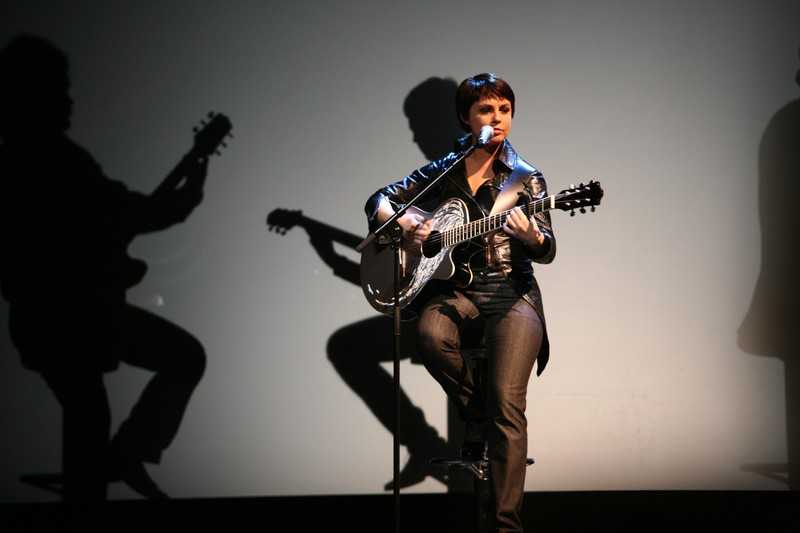
4Fun beim Eurovision Song Contest 2007

4Fun ist eine litauische Band.

## Bandgeschichte
Die Musikgruppe spielt verschiedene Musikrichtungen, von Pop-Rock bis Countrymusik. Die Gruppe wurde im Jahr 2001 gegründet und nahm seitdem bei vielen nationalen Musikfestivals teil.
Im Jahr 2007 nahmen sie – nachdem sie zweimal beim nationalen Ausscheid gescheitert waren – beim Eurovision Song Contest in Helsinki mit dem Lied Love or Leave teil. Sie erreichten Platz 21 mit 28 Punkten.

## Diskografie
- 2004: Gyva (Am Leben)
- 2009: Dėlionė (Das Puzzle)